# تنام بني
تنام بني (الاسم العلمي: Crypturellus obsoletus) هو نوع من الطيور يتبع جنس التنام مخفي الذيل من فصيلة التنامية.